# Taulis
Taulis là một xã trong tỉnh Pyrénées-Orientales, vùng Occitanie phía nam nước Pháp. Xã Taulis nằm ở khu vực có độ cao trung bình 550 mét trên mực nước biển.